# برايان ميرز
برايان ميرز (بالإنجليزية: Brian Mears)‏ هو لاعب كرة قدم بريطاني، ولد في 25 أبريل 1931، وتوفي في 28 يوليو 2009.